# レアンドロ・バリオス・ヒタ・ドス・マルティレス
レアンドリーニョ（Landrinho）またはレアンドロ・バリオス（Leandro Barrios）ことレアンドロ・バリオス・ヒア・ドス・マルティレス（ポルトガル語: Leandro Barrios Rita dos Martires、1986年6月6日 - ）は、ブラジルのサッカー選手。ポジションはFW。

## クラブ歴
2004年にポルトゥゲーザ・サンチスタで選手となった後、CSエレディアーノを中心に欧州と中米のクラブを転々とした。2013年夏にグアテマラのCSDムニシパルからエレディアーノに3度目の加入をすると、翌年CAサン・ルイスに期限付き移籍した。その後はトルコに渡った。